# Lijst van Iraanse ministers van Buitenlandse Zaken
Dit is een lijst van ministers van Buitenlandse Zaken van Iran. De huidige minister is Hossein Amir-Abdollahian.

## Lijst

### Tijdens deKadjaren-dynastie
- Mirza Abdolvahhab Khan Mo'tamed od-Dowleh Neshat

### Tijdens dePahlavi-dynastie
- Firouz Mirza Nosrat-ed-Dowleh Farman Farmaian III

### Tijdens deIslamitische Republiek Iran
| Minister                   | Ambtsperiode                        | Opmerkingen                      |
| -------------------------- | ----------------------------------- | -------------------------------- |
| Karim Sanjabi              | 14 februari 1979 – 15 april 1979    | nam ontslag                      |
| Mehdi Bazargan             | 16 april 1979 – 21 april 1979       | de toenmalige minister-president |
| Ebrahim Yazdi              | 22 april 1979 – 6 november 1979     | nam ontslag                      |
| Abolhassan Banisadr        | 12 november 1979 – 29 november 1979 | nam ontslag                      |
| Sadegh Ghotbzadeh          | 30 november 1979 – augustus 1980    | nam ontslag                      |
| Mohammad Karim Khodapanahi | augustus 1980 – 11 maart 1981       |                                  |
| Mohammad Ali Rajai         | 11 maart 1981 – 15 augustus 1981    | de toenmalige minister-president |
| Mir-Hossein Mousavi        | 15 augustus 1981 – 15 december 1981 |                                  |
| Ali Akbar Velayati         | 15 december 1981 – 20 augustus 1997 |                                  |
| Kamal Kharrazi             | 20 augustus 1997 – 24 augustus 2005 |                                  |
| Manouchehr Mottaki         | 24 augustus 2005 – 13 december 2010 |                                  |
| Ali Akbar Salehi           | 13 december 2010 – 15 augustus 2013 |                                  |
| Mohammad Javad Zarif       | 15 augustus 2013 – 25 augustus 2021 |                                  |
| Hossein Amir-Abdollahian   | sinds 25 augustus 2021              |                                  |